# 浜松広報館
浜松広報館（はままつこうほうかん）とは、静岡県浜松市中央区にある航空自衛隊の広報施設である。
航空自衛隊浜松基地に隣接している。愛称はエアーパーク。

## 概要
航空自衛隊を日本国民により多く理解してもらうことを目的として、1999年4月にオープンした。戦闘機、練習機、ヘリコプターや装備品等の展示をはじめ、航空自衛隊のパイロットが使用している、フライトスーツ及びヘルメット等の体験試着、動揺フライトシミュレーターや、全天周シアター等を設置するなど、見て・触れて・楽しむ事の出来る航空自衛隊初の博物館形式の施設である。
当館は浜松基地内の南側に位置し、建物は展示資料館と展示格納庫で成されている。展示格納庫は基地南側誘導路に接しておりエプロンも設けている。イベント等が開催される際には航空自衛隊第1術科学校教材機の戦闘機・練習機や第1航空団所属機が、展示格納庫前エプロンに展示される。
- 駐車場：一般乗用車約146台・バス約17台（無料）
- 開館時間：09:00～16:00
- 休館日
  - 毎週月曜日（祝日又は国民の休日の場合はその翌日）、毎月最終火曜日（最終火曜日の前日が祝日の場合は、通常月・火曜の閉館が、火・水曜に閉館）、3月第2週の火曜日 - 木曜日、年末年始。その他、臨時閉館あり。

### 館内施設
- 売店「MUSEUM SHOP TSUBASA」
- 喫茶店「スカイラウンジ Fuji」
- 記念写真「タナカ写真館」

## 展示機種・装備品

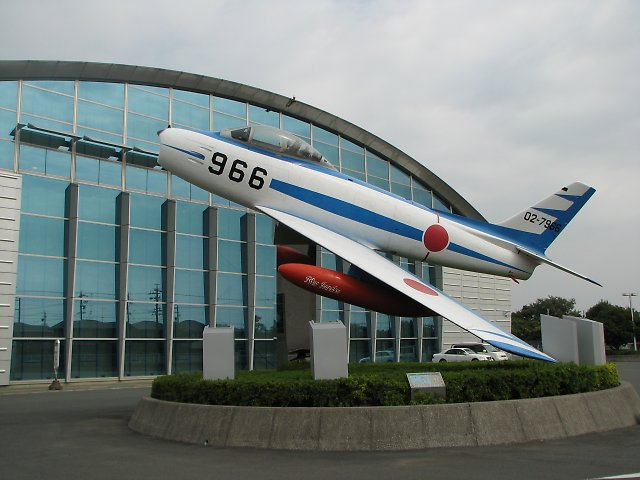
F-86F ブルーインパルス仕様 (02-7966)

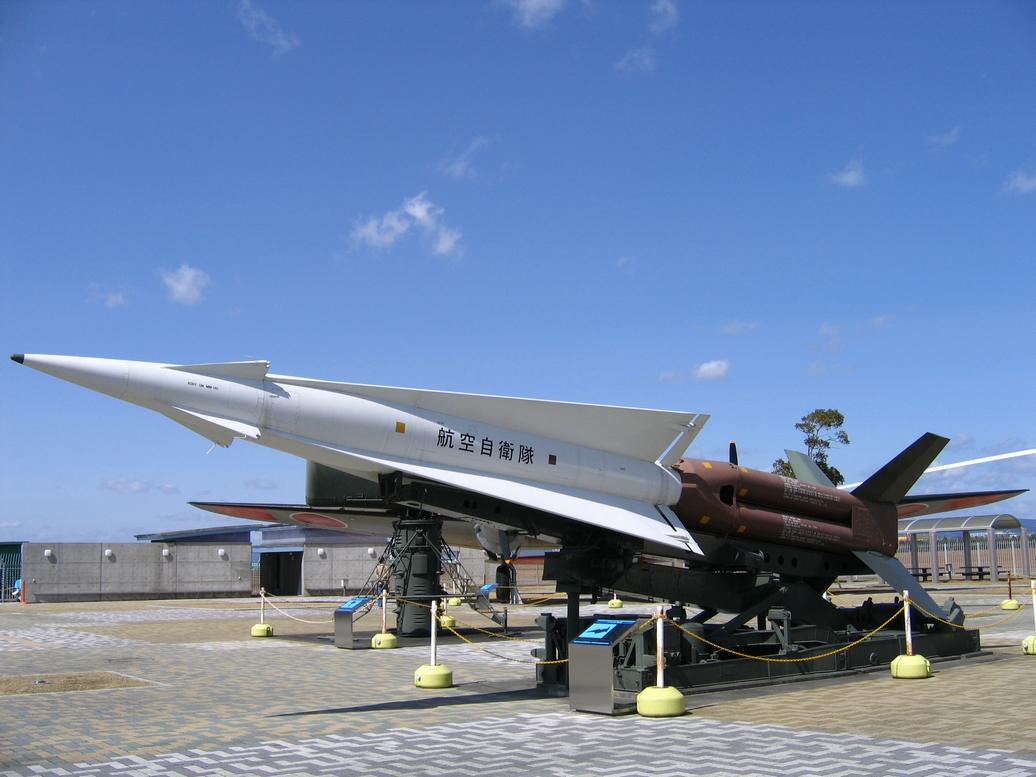
地対空誘導弾ナイキJ

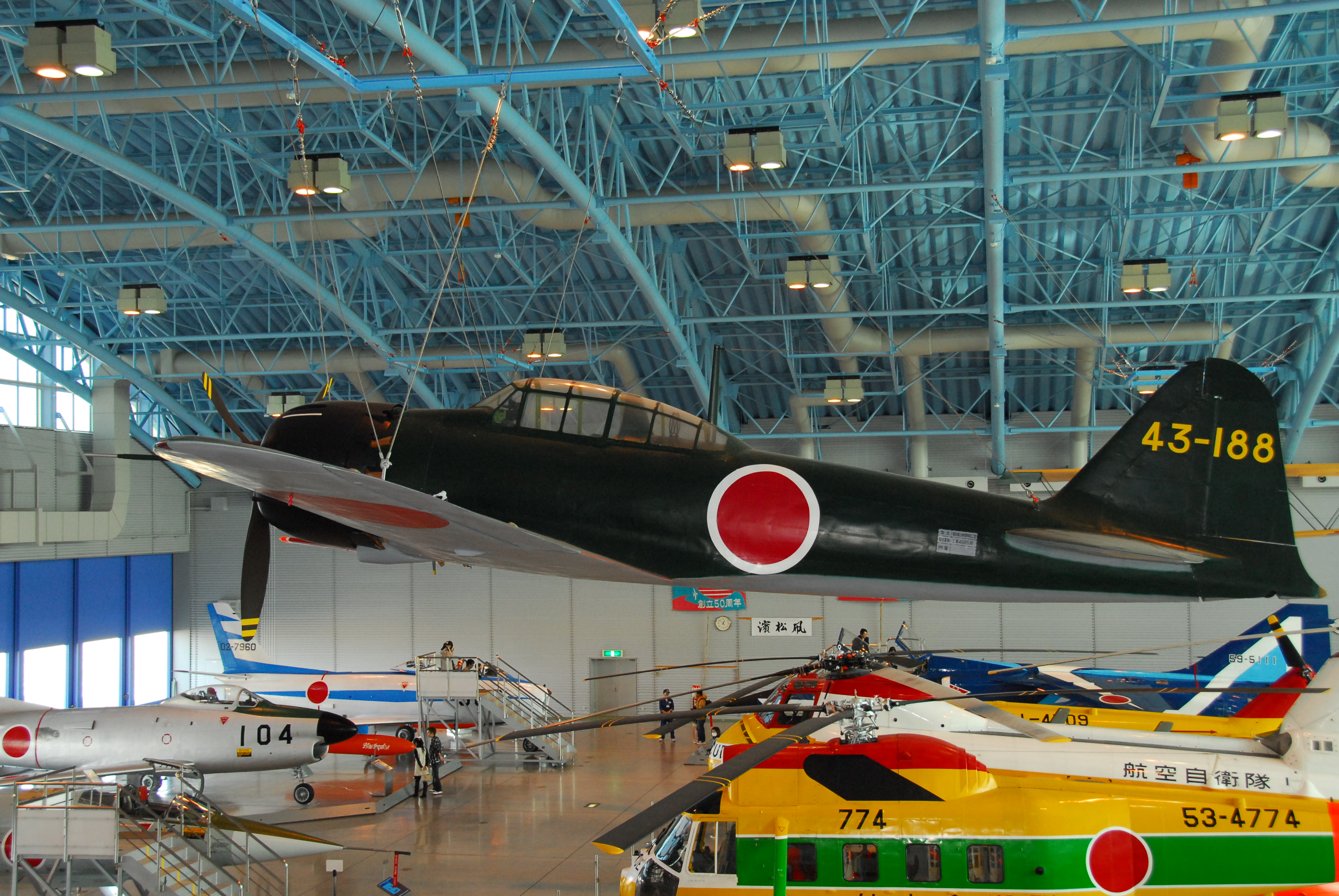
零式艦上戦闘機52型甲

- 館内展示 2021年のリニューアルに伴い一部展示が終了(＊)
  - B-65 (03-3094) ＊
  - F-1 (90-8225) - カットモデル。
  - F-1 (90-8227)
  - F-2 モックアップ（初号機） (63-8501) - 塗装されて展示。
  - F-86D (84-8104)
  - F-86F (02-7960) - ブルーインパルス仕様。
  - F-104J (76-8693)
  - F-4EJ改（17-8440）-F-4EJの最終生産機であり、世界で最後に生産されたF-4。
  - H-19C (91-4709) ＊
  - KV-107 (24-4832)
  - MU-2S (13-3209)
  - S-62J (53-4774) ＊
  - T-1A (15-5825) ＊
  - T-2 (59-5111) - ブルーインパルス仕様。
  - T-3 (91-5517)
  - T-4 (66-5745) - ブルーインパルス仕様。
  - T-6F (52-0010) ＊
  - T-28B (63-0581) ＊
  - T-33A (71-5239) ＊
  - T-34A (51-0382)
  - DH.100/T.55 (63-5571) ＊
  - アンサルド SVA9（英語版）複葉機 (13146)
  - 零式艦上戦闘機52型甲 (43-188)
  - Rh202 ＊
  - VADS ＊

- 屋外展示
  - C-46D (91-1138) - 飛行点検隊仕様。
  - F-86F (02-7966) - ブルーインパルス仕様。
  - F-104J (76-8698) - 無人標的機UF-104J仕様。
  - H-21B (02-4756)
  - 地対空誘導弾ナイキJ

## 有料化実験
開設当初から無料であったが、2009年の行政刷新会議による事業仕分けにおいて有料化する旨の指摘を受け、2010年11月1日より「当面の間」高校生を除く18歳以上の大人が500円、小・中・高校生が200円の有料制に変更された（陸上自衛隊広報センター・海上自衛隊佐世保史料館との同時実施）が、有料化に伴い入場者数が激減したなどの理由から同実験は2011年2月1日付をもって終了し、入館料は無料となった。

## 登場作品

### アニメ
『SHIROBAKO』
劇中劇『第三飛行少女隊』製作のために取材で訪れている。

## アクセス
- バス：遠鉄バス利用。
  - JR浜松駅北口、「浜松駅バスターミナル」14番線『51泉・高丘行き』乗車『泉四丁目』下車、基地外柵沿いに、徒歩約15分。
  - 浜松広報館行路線バス「浜松駅バスターミナル」14番線『58和合・西山・広報館行き』
    - 浜松駅10:33 - 西山11:01 - 広報館11:05（平日）
    - 浜松駅10:41 - 西山11:06 - 広報館11:10（土日祝日）
    - 広報館13:12 - 西山13:19 - 浜松駅13:49（平日）
    - 広報館13:17 - 西山13:24 - 浜松駅13:54（土日祝日）
- 車の場合：東名高速道路浜松西インターから約10 - 15分。新東名高速道路浜松SAスマートICより約40分。イベント開催時等は、混雑防止等のため左折入場のみの場合があるので注意。